# Rhinoclemmys punctularia
Rhinoclemmys punctularia – gatunek żółwia z rodziny batagurowatych (Geoemydidae). Występuje w Ameryce Południowej – od wschodniej Kolumbii przez Wenezuelę, Trynidad i Tobago, Gujanę, Surinam i Gujanę Francuską po północno-wschodnią Brazylię. Wyróżnia się dwa podgatunki.

## Ochrona
Gatunek ten od 2023 roku jest objęty załącznikiem II konwencji waszyngtońskiej (CITES) i aneksem B UE.